# Oca garsera
L'oca garsera (Anseranas semipalmata) és un ocell aquàtic atípic dins l'ordre dels Anseriformes, i única espècie de la família dels Anseranàtids (Anseranatidae).

## Distribució
És una au principalment sedentària que viu al Nord d'Austràlia i a la sabana del Sud de Nova Guinea.
Han sofert una disminució de les seves poblacions a causa de la importància per als aborígens com a font d'aliment estacional i caça recreativa.

## Descripció
Són aus inconfusibles, amb un plomatge contrastat blanc i negre i unes potes grogues. Els peus estan palmats, únicament de manera parcial, malgrat que busquen el seu aliment, tant a l'aigua com a terra.
Es tracta d'un gran ocell, amb una llargària de 75 – 85 cm. Coll llarg, típic dels cignes i oques. Els adults desenvolupen un bony a la part superior del cap, més aparent en el mascle. Els mascles són majors que les femelles.
A diferència de les autèntiques oques la muda de la ploma es fa de manera gradual i no hi ha un període en què no puguin volar.
Entre els joves, les plomes negres de l'adult són brunes.

## Taxonomia
Aquesta espècie es classifica a l'ordre Anseriformes. Malgrat que el seu bec té l'estructura típica dels membres de l'ordre, es considera diferent de tots els altres membres, tant els Anhimidae com els Anatidae, de manera que actualment és situat a la família monotípica Anseranatidae. Alguns autors l'han considerat una subfamília: els Anseranatins (Anseranatinae), dins la família dels anàtids (anatidae).